# Metallityöväen Liitto
Metallityöväen Liitto (en français : Fédération des métallurgistes) ou Metalli est un syndicat des travailleurs finlandais de la métallurgie.

## Présentation
Il a changé son nom en Teollisuusliitto lors de son congrès extraordinaire des 17 et 18 mai 2017 avant d'absorber le Teollisuusalojen ammattiliitto (fi) et Puuliitto (fi). 
Avant la fusion, il comptait 147 891 adhérents.